# メルボルン市電A形電車
A形は、オーストラリア・メルボルンの路面電車のメルボルン市電に在籍する電車の1形式。鉄道線を転換したライトレール区間の開通に合わせて導入された車両で、製造当初の集電装置の差異により「A1形」「A2形」の2種類が存在する。

## 概要
1982年、メルボルン市内の公共交通機関の運営組織を統合する形で誕生したメトロポリタン交通局（Metropolitan Transit Authority、MTA）は、メルボルンの郊外（サバーブ）へ向かう鉄道線をライトレールに転換し、メルボルン市電の路線網に編入する計画を発表した。これに合わせて発注が行われた車両のうち、両運転台のボギー車にあたるのがA形である。
台車や機器は先に製造されていたメルボルン市電Z3形電車と同様のものを採用しており、台車はデュワグ、電気機器はシーメンスやAEG製の部品が使われている。その一方で車体構造についてはZ3形の運用実績や運営組織・利用客からの要望に基づき、以下のような変更が行われている。
- 乗降扉の位置変更、車掌台の廃止 - A形はZ3形と同様に車体両側に3箇所づつ乗降扉が配置されているが、中央・右側の乗降扉が左側寄りの位置に変更されている。これは、Z3形を含む従来車に設置されていた車掌台の廃止に伴うものである[2]。
- 電気機器の配置変更 - 乗降扉の位置変更に伴い、Z3形では一部床上に配置されていた電気機器が全て床下に設置されている。ただしその影響で床上高さが高くなり、定員数もZ3形から減少している[13]。
- 前面形状の変更 - 運営組織からの要望に基づき、A形の前面形状の幅が広くなっており、前照灯・尾灯の配置も変更されている[2]。

塗装については、製造当初上半分および側面下部の線が黄色がかったクリーム色、下半分が緑色というデザインであったが、市電の運営権が民間事業者へ移管されて以降は各事業者の塗装への変更が実施されている。

## 運用
最初の車両となるA1形は1983年からメルボルン市電へ納入が開始され、翌1984年6月から営業運転を開始した。その後は1985年までに28両が導入された一方、同年にMTAはライトレール向け車両の追加発注を実施し、その中には42両分のA形の増備車・A2形も含まれていた。これらの車両はメルボルン市電で初めてパンタグラフ（シングルアーム式パンタグラフ）が搭載されている他、制動装置や乗降扉の稼働装置にも変更が加えられている。このA2形は1985年から1987年にかけて製造が実施されており、これに合わせてポール集電が用いられていたA1形もシングルアーム式パンタグラフへの換装が行われている。
2014年に1両（231）が火災により廃車されたため、2020年現在はA1形・A2形合わせて69両（232 - 300）が在籍し、メルボルン市電の各系統で使用されている。

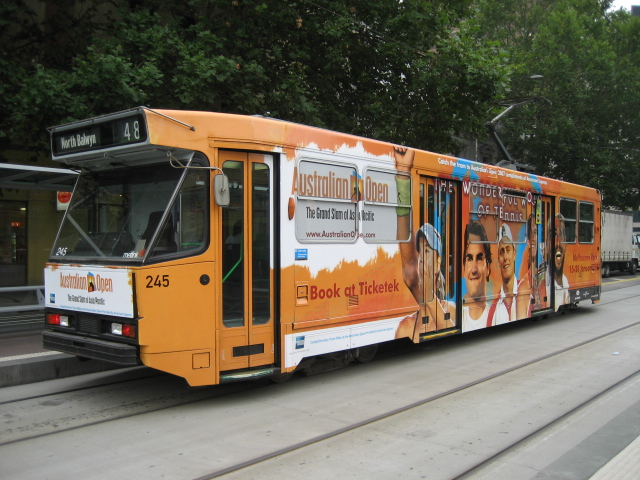
A1形（245、2007年撮影）
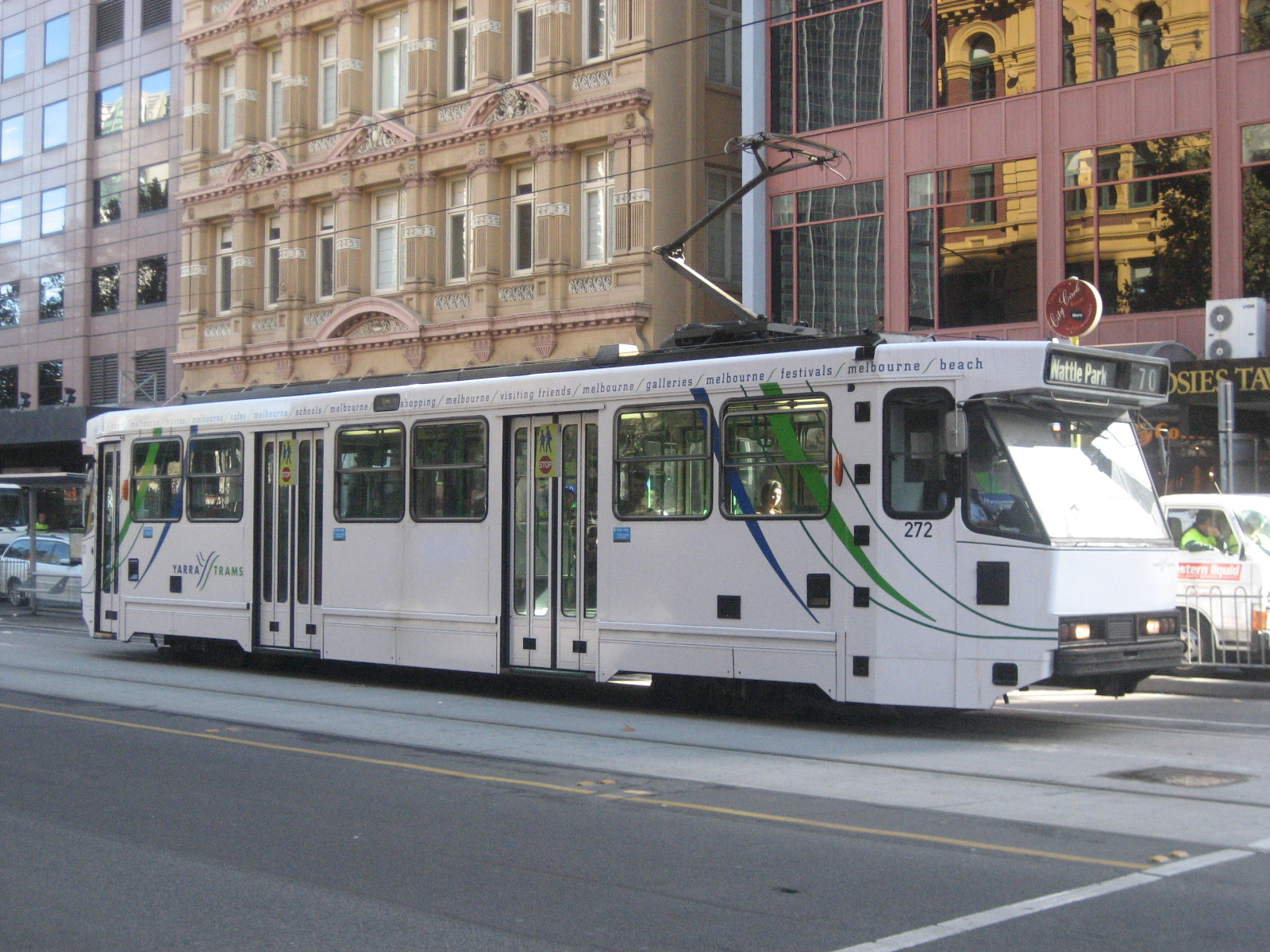
A2形（272、2007年撮影）

## 今後の予定
2025年以降、メルボルン市電には超低床電車のG形（フレキシティ2）が導入される予定であり、それに伴い高床式電車であるA形は置き換えられる事になっている。

## 関連項目

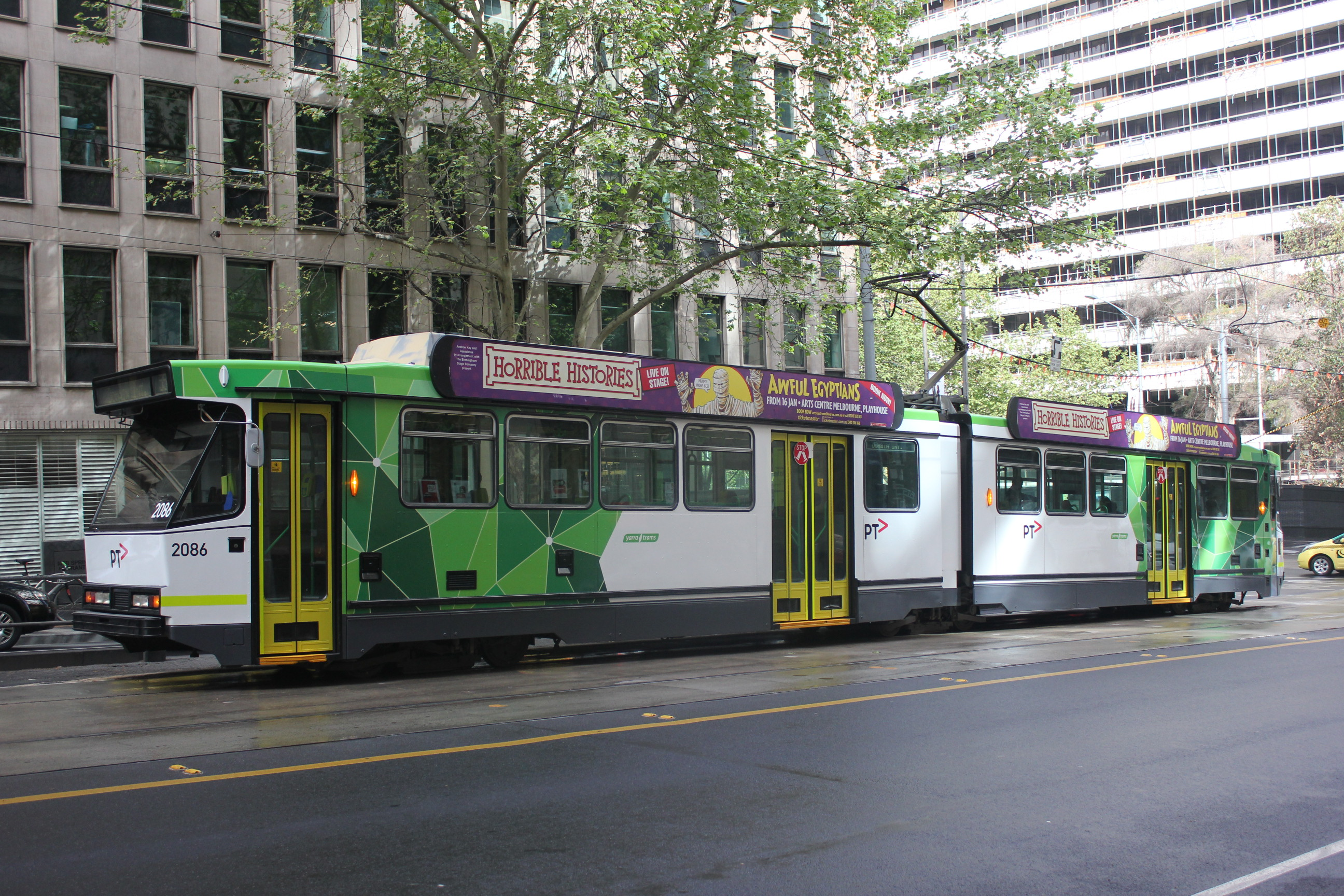
B形（2014年撮影）